# シオネ・カラマフォニ
シオネ・カラマフォニ（Sione Kalamafoni、1988年5月18日 - ）は、トップ14RCヴァンヌに所属するラグビー選手。

## プロフィール
- トンガ・マタハウ出身。
- ポジションはフランカー(FL)、ナンバーエイト(No.8)。
- 身長 196cm、体重 121kg
- トンガ代表キャップは37(2020年5月現在）でラグビーワールドカップ2011・ラグビーワールドカップ2015・ラグビーワールドカップ2019のトンガ代表に選ばれた[1]。

## 略歴
ノッティンハム、グロスターを経て、2017年、レスター・タイガースに加入。
2020年、スカーレッツに加入。
2023年、RCヴァンヌに加入。 